# Mount Michener
Mount Michener är ett berg i Kanada.   Det ligger i provinsen Alberta, i den centrala delen av landet, 3 000 km väster om huvudstaden Ottawa. Toppen på Mount Michener är 2 545 meter över havet.
Terrängen runt Mount Michener är kuperad åt nordost, men åt sydväst är den bergig. Trakten runt Mount Michener är nära nog obefolkad, med mindre än två invånare per kvadratkilometer.. Det finns inga samhällen i närheten.
I omgivningarna runt Mount Michener växer i huvudsak barrskog.